# 茹科廷 (伊萬諾-弗蘭科夫斯克州)
茹科廷（羅馬化：Zhukotyn）是烏克蘭西部伊萬諾-弗蘭科夫斯克州科洛梅亞區科爾希夫市鎮的村莊。分別距離市鎮行政中心科爾希夫約5公里、區府科洛梅亞約22公里及州府伊万诺-弗兰科夫斯克約54公里。村莊面積9.43平方公里，2001年人口1,064，人口密度每平方公里112.83人。